# عبد الناصر موسى أبو البصل
عبد الناصر موسى أبو البصل أردني مواليد عام 1964م، شغل منصب وزير الأوقاف والشؤون والمقدسات الإسلامية في الأردن في كلاً من حكومة هاني الملقي و‌حكومة عمر الرزاز في الفترة (25 فبراير 2018 - 7 نوفمبر 2019)، رئيس سابق لجامعة العلوم الإسلامية، وعمل مدرساً في عدد من الجامعات الأردنية.

## التعليم
حصل على شهادة الدكتوراة في الفقه والسياسة الشرعية من جامعة الزيتونة في تونس.

## المناصب
- أستاذ بقسم الاقتصاد والمصارف الإسلامية.
- عميد كلية الشريعة جامعة اليرموك
- عميد كلية الشريعة في جامعة الشارقة
- عضو بعدة مجامع فقهية وهيئات ومجالس أمناء ومجالس وعظ وإرشاد
- رئيس جامعة العلوم الإسلامية العالمية في عَمَّان
- وزير للاوقاف - في حكومة هاني الملقي الثانية وحكومة عمر الرزاز على التوالي.